# Mazdārān
Mazdārān (persiska: مزداران, Mozdārān) är en ort i Iran.   Den ligger i provinsen Teheran, i den centrala delen av landet, 110 km öster om huvudstaden Teheran. Mazdārān ligger 1 621 meter över havet och antalet invånare är 445.
Terrängen runt Mazdārān är huvudsakligen kuperad. Mazdārān ligger nere i en dal. Runt Mazdārān är det ganska glesbefolkat, med 23 invånare per kvadratkilometer. Närmaste större samhälle är Ḩeşār Bon, 10,5 km väster om Mazdārān. Trakten runt Mazdārān består i huvudsak av gräsmarker.